# 藤枝靜男
藤枝靜男（1907年12月20日—1993年4月16日）是一位日本作家，同時也是一位醫師，出生於日本靜岡縣藤枝市。